# O Grande Poeta é o Povo
O Grande Poeta é o Povo  foi um concurso de televisão português de cultura geral, transmitido pela RTP entre 1967 e 1968, com apresentação de Artur Agostinho e Maria Fernanda. 
O concurso foi um dos pontos centrais do episódio 2 da primeira temporada da série Conta-me Como Foi.